# Vallda
Vallda est une localité de Suède située dans la commune de Kungsbacka du comté de Halland. Elle couvre une superficie de 1,41 km2. En 2010, elle compte 1 604 habitants.